# Rectificando
Rectificando est une série de bande dessinée historico-fantastique. Elle est une série dérivée de la série Le Triangle secret.

## Auteurs
- Scénario : Didier Convard
- Dessins : Denis Falque
- Couleurs : Angélique Césano

## Albums
1. Famille de sang (2021)
2. Mourir et revenir (2022)
3. L'Héritage (2023)
4. Apocalypse (2025)

## Publication

### Éditeurs
- Glénat (collection « La Loge noire ») : tomes 1 à 3 (première édition des tomes 1 à 3).